# Петит мал
Петит мал је врста епилепсије која се, по правилу, јавља код деце, а састоји се у јакој вртоглавици и тренутном губљењу свести или у обављању неке невољне радње, које болесник касније, када прође напад, није свестан. За разлику од епилептичног напада, код овог малог нема ауре и грчења, а сâм напад траје кратко.